# Nagrada Zvonimir Golob
Nagrada Zvonimir Golob hrvatska je književna nagrada. Nosi ime u čast hrvatskog pjesnika Zvonimira Goloba, rođenog Koprivničanina. Dodjeljuje se za naljepšu neobjavljenu ljubavnu pjesmu na hrvatskome jeziku. Dodjeljuje se početkom veljače ili lipnja, kada je obljetnica Golobove smrti, ili u povodu njegova rođendana.
Cilj nagrade je potaknuti književne stvaratelje na pisanje poezije, a osobito mlade. Drugi cilj je podsjetiti na Zvonimira Goloba i njegovo djelo.

## Povijest
Nagradaje utemeljena na poticaj Mladena Pavkovića 2002., a dodjeljuje se od 2003. Prvotno ju je dodjeljivala Udruga branitelja, invalida i udovica Domovinskog rata Podravke (UBIUDR), a od 2014. godine ovo priznanje dodjeljuje Udruga hrvatskih branitelja Domovinskog rata 91. (UHBDR91.) na čijemu je čelu njezin pokretač Mladen Pavković.
Od 2009. održava se i Festival neobjavljene ljubavne poezije Zvonimir Golob.
Od 2010. UBIUDR Podravke dodjeljuje posebnu nagradu Zvonimir Golob zaslužnim kulturnim djelatnicima.

## Dobitnici
Odluku o nagradi donosi Prosudbeni odbor od 3 ili 5 članova. Nagradu čini Velika zlatna plaketa.
- 2003. Enes Kišević, za pjesmu Moja ljubav
- 2004. Željko Krznarić
- 2005. Zlatko Tomičić
- 2006. Duško Gruborović, za pjesmu Jedino još ovdje
- 2007. Stanka Gjurić, za pjesmu U mom snu
- 2008. Maja Gjerek, za pjesmu Ljubavna čežnja
- 2009. Kolinda Vukman, za pjesmu Iskupljenje
- 2010. Alka Vuica, za pjesmu Ti si kriv
  - posebna nagrada: Arsen Dedić, za iznimne zasluge u hrvatskoj kulturi i šansoni i za dugogodišnju suradnju sa Zvonimirom Golobom
- 2011. Božica Jelušić, za pjesmu Žeđ[1]
- 2012. Luko Paljetak, za pjesmu Kaput
- 2017. Drago Štambuk, za pjesmu Alat bola
- 2018. Lidija Bajuk, za pjesmu Z tvojih rok[2]
- 2019. Miro Gavran
- 2020. Željko Krušlin – Kruška za pjesmu Romanca
- 2021. Anton Kikaš za pjesmu Zauvijek sam[3]
- 2022. Ružica Soldo za pjesmu Nisam smjela i Sonja Smolec Tebi, čiji sam uzdah bila
- 2023. Milivoj Pašiček i Zdenka Čavić
- 2024. Mirjana Kolarek-Karakaš za pjesmu Život je suza na licu osmijeha
- 2025. Zrinko Kapetanić za pjesmu "Povratak" i Tomislav Marijan Bilosnić za pjesmu "Dok te ljubim u mirisu zavičaja"[4]

### Prosudbeni odbori
- 2003. Josip Palada (predsjednik), Zlatko Tomičić, Mladen Pavković
- 2006. Marija Peakić-Mikuljan (predsjednica), Mladen Pavković, Kostadinka Velkovska
- 2007. Zlatko Tomičić (predsjednik), Mladen Pavković, Kostadinka Velkovska
- 2008. Zlatko Tomičić (predsjednik), Marija Peakić-Mikuljan, Mladen Pavković, Kostadinka Velkovska, Josip Palada
- 2009. Mladen Pavković, Kostadinka Velkovska, Josip Palada, Željko Lukić, Draženko Samardžić
- 2010. Zlatko Crnković, Josip Palada, Marija Peakić-Mikuljan, Mladen Pavković, Kostadinka Velkovska
- 2011. Josip Palada, Kostadinka Velkovska, Mladen Pavković[1]
- 2012. Mladen Pavković, Božica Jelušić, Kostadinka Velkovska
- 2017. Božica Jelušić, Josip Palada, Mladen Pavković
- 2021. Josip Palada, Kostadinka Velkovska, Mladen Pavković